# Méthode d'évaluation par le genre
La méthode d'évaluation par le genre (GEM en langue anglaise), est une méthode d'évaluation qui permet d'intégrer une analyse de genre dans la planification et/ou de l'évaluation de toute initiative de changement social.
Elle aide à déterminer si un programme de projet ou de développement améliore réellement la vie des femmes concernées et favorise aussi un changement positif aux niveaux individuel, institutionnel, communautaire et sociale au sens large.

## Historique
La notion de genre est apparue aux États-Unis à la fin des années 1960 : elle se distingue de celle de sexe par son attention aux dimensions culturelles et sociales des concepts des catégories « masculin » et « féminin » qui sont à penser comme des catégories en relation. Cette lecture renvoie à une notion binaire
qui articulerait deux mondes hiérarchisés, celui des hommes et celui des femmes. Chaque catégorie se définirait à travers son rapport à l’autre, dans un processus de construction sociale variable en fonction du contexte et de la période considérée. Au cœur de la notion de genre, on retrouve une attention particulière à la dimension de pouvoir constitutive des rapports sociaux fondés sur des différences perçues entre les sexes. Il est facilement admis que le genre peut être un objet de la science politique, mais au-delà de cette utilisation, il est plus ambitieux de proposer une analyse «genrée» des objets les plus classiques (par exemple un budget , une proposition commerciale ou un projet de loi) et de défendre l’idée que cette approche permet de porter un regard nouveau sur ceux-ci pour en tirer des
analyses originales.

## Spécifications
Les spécifications ont été écrites en anglais puis traduites en français, espagnol, brésilien, portugais et arabe.